# Андон
Андо́н (кор. 안동시?, 安東市?), Андон-си — город (си) в Южной Корее, столица провинции Кёнсан-пукто. Крупнейший город северной части провинции. Стоит на берегу Нактонгана. Город известный как «Столица корейской духовной культуры». С 1970 года Андон быстро развивался, утроив численность населения за 30 лет. Сейчас это крупный туристический и культурный центр. Андон известен как центр национальной культуры Кореи, где сохранились многие древние традиции. Популярны среди туристов национальные корейские маски из Андона.

## История
Андон был основан в 1 году нашей эры. Тогда он назывался Кочхан. Во времена трех королевств Кореи был под управлением королевства Силла. В 930 году здесь состоялась Битва при Кочхане между армиями Позднего Пэкче и Корё, ведомой Ван Гоном, который захватил город и переименовал его в Андон.
После воцарения династии Чосон Андон стал центром конфуцианства. Отсюда вышло много конфуцианских философов — Ли Хван (1501—1570), один из самых знаменитых из них. В старости Ли Хван вернулся в Андон и основал здесь конфуцианскую академию Тосан-совон. В течение этого времени андонские семейные кланы оказывали существенное влияние на политическую жизнь Кореи.
В XVI—XVIII веках влияние Андона упало. В XIX веке местный клан Кимов породнился с королевской династией и снова начал оказывать сильное влияние на королевскую семью.
В 1650 году в истории Андона произошел необычный случай - японский посланник бежал с территории японского представительства в Пусане и при помощи корейцев укрылся в Андоне. Однако, не желая обострения отношений с Японией, государь Хёджон приказал задержать его и выдать представителям княжества Цусима. Перебежчика отправили на Цусиму и дальнейшая судьба его осталась неизвестной, а корейцы, которые помогали ему укрыться в Андоне, были наказаны по корейским законам, хотя в «Инджо силлок» не указывается, были ли они казнены или просто сосланы.
Андон был ареной ожесточенных сражений во время Корейской Войны 1950-х годов. Хотя город был сильно разрушен, восстановление прошло за короткий срок. В 1976 году была построена Андонская ГЭС, обеспечивающая город электричеством.
В 1999 году королева Елизавета II отметила в городе свой 73 день рождения.

## География
Город расположен в северной части провинции Кёнсан-Пукто. На востоке граничит с Йонъяном и Чхонсоном, на западе — с уездом Йечхон, на юге — с Ыйсоном, и на севере — с городом Йонджу и уездом Понхва.
В отличие от многих других местностей в стране, ландшафт в Андоне достаточно равнинный и позволяет эффективно вести сельское хозяйство.

## Экономика
Одна из главных отраслей экономики Андона — туризм. На территории города находятся два курорта — Тосан и Хахо. Хорошо развито также сельское хозяйство, в частности животноводство и выращивание фруктов, главным образом яблок и дынь.

## Административное деление
Андон административно делится на 1 ып, 13 мёнов и 10 тон (дон):
| Название    | Хангыль | Площадь, км² | Население, чел. | Внутреннее деление |
| ----------- | ------- | ------------ | --------------- | ------------------ |
| Пхунсанып   | 풍산읍  | 96,64        | 7650            | 19 ри              |
| Варёнмён    | 와룡면  | 116,96       | 4762            | 18 ри              |
| Ильджикмён  | 일직면  | 85,56        | 3805            | 13 ри              |
| Имхамён     | 임하면  | 91,69        | 3824            | 8 ри               |
| Еанмён      | 예안면  | 163,91       | 2312            | 16 ри              |
| Имдонмён    | 임동면  | 151,05       | 2457            | 12 ри              |
| Киранмён    | 길안면  | 199,02       | 3590            | 13 ри              |
| Намсонмён   | 남선면  | 59,08        | 2706            | 8 ри               |
| Намхумён    | 남후면  | 63,14        | 2363            | 9 ри               |
| Нокчонмён   | 녹전면  | 70,82        | 2208            | 10 ри              |
| Пукхумён    | 북후면  | 76,86        | 4027            | 12 ри              |
| Пхунчхонмён | 풍천면  | 93,87        | 5013            | 13 ри              |
| Сохумён     | 서후면  | 65,35        | 4273            | 11 ри              |
| Тосанмён    | 도산면  | 101,9        | 2215            | 12 ри              |
| Ангидон     | 안기동  | 7,29         | 8575            |                    |
| Йонсандон   | 용상동  | 26,10        | 22 776          |                    |
| Каннамдон   | 강남동  | 20,03        | 10 176          |                    |
| Мённюндон   | 명륜동  | 9,37         | 6720            |                    |
| Октон       | 옥동    | 4,44         | 20 024          |                    |
| Пхёнхвадон  | 평화동  | 0,85         | 8572            |                    |
| Согудон     | 서구동  | 1,56         | 9168            |                    |
| Сонхадон    | 송하동  | 9,65         | 11 326          |                    |
| Тхэхвадон   | 태화동  | 2,31         | 14 733          |                    |
| Чунгудон    | 중구동  | 4,28         | 6196            |                    |

## Туризм и достопримечательности
Исторические места, музеи под открытым небом: Чире, Хахо. Деревни Хахве и Яндон включены в список Всемирного наследия ЮНЕСКО.
- Музей соджу — Андон является одним из самых известных мест производства этого традиционного корейского алкогольного напитка[5].

## Города-побратимы
Андон имеет несколько городов-побратимов:
- Сагаэ (префектура Ямагата), Япония — с 1974
- Пиндиншань (провинция Хэнань), Китай — с 2000
- Сидар-Рапидс (штат Айова), США — с 2005
- Куско (провинция Куско), Перу — с 2007
- Шуша, Азербайджан — с 2022[7][8]

## Известные жители
- Чо Юн Джон, теннисистка.
- Чи Хан Дже, учитель хапкидо.
- Ким Джин Гю, футболист.